# ساداكو 3 دي: الجزء الثاني
ساداكو 3 دي 2 (باليابانية: 貞子3D2) هو فيلم رعب ياباني، أنتج الفيلم عام 2013، وهو الجزء الثاني لفيلم ساداكو 3 دي من سلسلة أفلام الرعب اليابانية رينغ.

## إيرادات
حقق الفيلم إيراد بمبلغ 7,067,401 دولار أمريكي في يوم 29 سبتمبر عام 2013.

## روابط خارجية
- مقالات تستعمل روابط فنية بلا صلة مع ويكي بيانات